# 安灝
安灝（英語：On Ho，代號：S21，前稱：雅安）是香港葵青區議會下轄的選區，1994年設立，2003年採用現名，2023年取消，末任區議員為獨立民主派人士譚家浚。

## 範圍
選區位於青衣東北部，包括長安邨二期的安泊、安潮、安湄、安湖樓、青逸軒及牙鷹洲灝景灣，與其相連的選區有青發、長安、偉盈。投票站因應人口分佈而設有兩個，分別位於地利亞（閩僑）英文小學及中華基督教會燕京書院。

## 沿革
1993年港督彭定康推行政改方案改革區議會，取消所有委任議席及雙議席選區，全面實行單議席單票制，並改由選區分界及選舉事務委員會制定，區議會選區數目亦隨人口變動而大幅增加，安灝選區是當時新增的選區之一，當時稱為雅安選區。
1994年區議會選舉，範圍包括長安邨二期、青雅苑及青安臨時房屋區（現已重建成青逸軒），譚惠珍於1994年區議會選舉首次當選為雅安選區議員，並於1999年區議會選舉成功連任，當時立場與民主派相近。
2003年區議會選舉，為配合灝景灣全面入伙所增加的人口，原屬此區的青雅苑改劃入毗鄰的青發選區，名稱亦改為「安灝」。譚惠珍2003年及2007年區議會選舉都成功於安灝選區當選連任，在這兩次選舉間，譚與梁廣昌等其他前民主派區議員組成葵青民生動力，被指投奔建制派。
2011年區議會選舉，當時人口估算約21,260人，其中有11,595位選民，議席由民主黨成員何志偉和無黨藉譚惠珍角逐，最後譚惠珍以2,536票當選。
2013年底譚惠珍加入經民聯，2014年與同屬經民聯的葵青區議會主席，委任議員方平於區內開設聯合辦事處。由於來屆區議會將取消委任議席，此舉被認為譚有意放棄連任，讓方平轉戰安灝。另外民主黨亦改派劉肇恒從事地區工作，以挑戰方平。不過有傳方平因支持度不足，加上親中派在現屆區議會民選議席仍較民主派少，因此親中派為免方平最終敗選而失去葵青區議會的控制權，經民聯決定由譚惠珍競逐連任。至於上屆選舉於此區落敗的民主黨何志偉，則轉戰鄰近的長安選區挑戰民建聯議員兼葵青區議會副主席羅競成。
2015年區議會選舉，人口估算約20,850人，11,981位是選民。議席由經民聯譚惠珍及民主黨成員劉肇恒爭奪，最後縱使譚惠珍成功連任，但得票差距已由過去兩屆選舉的過千票，大幅收窄至354票。
譚惠珍2018年捲入葵青區議會撥款醜聞，被揭發推薦與自己有聯繫的組織申請撥款，涉事款項超過200萬元，又被指霸用房署單位作為倉庫多年，並沒有交租。
2019年區議會選舉，選區估算約19,763人，其中12,957位選民。選前好一段時間，經民聯起初派出萬子殷來接替譚惠珍，但大約選舉前半年，譚決定重披戰袍；此外另一個青衣的區議員張慧晶亦派出其助理周駿逸服務當區，但後來亦無參選，周其後在反送中運動參與全球登報的行動。議席由經民聯譚惠珍、公民黨成員譚家浚、吳家輝及蘇智誠爭奪。當中蘇智誠是時任長安邨業主立案法團主席，而吳家輝則被懷疑是葵青區「鎅票黨」的團夥之一。有關譚惠珍的負面新聞近年時有出現，9月有前助理指控譚惠珍以6000元聘請任職全職助理而且拖糧，更加指她經常對街坊粗言穢語，譚則回應指前助理是存心抹黑。
在反修例運動之下，投票人數及投票率均大幅增加下，即使譚惠珍得票在是次選舉增長約600票，但仍被譚家浚以超過兩千票大比數擊敗，譚家浚同時是葵青區本屆選舉得票最高的候選人。另外毗鄰的青發及長安選區，分別由民主黨成員劉子傑及民主動力推薦的張文龍勝出，民主派收復青衣北三個議席，結束建制派12年的壟斷。2020年12月譚家浚與鄰區偉盈選區議員冼豪輝同時退出公民黨。2021年7月8日，因應政府計劃追討協助民主派初選區議員的酬金津貼傳聞所帶動的區議員辭職潮中，譚家浚在facebook宣佈於翌日向致函辭任葵青區議員，即日生效。

## 歷屆議員
| 選區名稱 | 屆別                  | 議員   | 政治聯繫                 |      |
| -------- | --------------------- | ------ | ------------------------ | ---- |
| 雅安     | 1994年－1999年        | 譚惠珍 | 無黨籍 → 民主黨 → 無黨籍 |      |
| 雅安     | 2000年－2003年        | 譚惠珍 | 無黨籍                   |      |
| 安灝     | 2004年－2007年        | 譚惠珍 | 無黨籍 → 自 自由黨       |      |
| 安灝     | 2008年－2011年        | 譚惠珍 | 自 自由黨 → 無黨籍       |      |
| 安灝     | 2012年－2015年        | 譚惠珍 | 無黨籍 → 經民聯          |      |
| 安灝     | 2016年－2019年        | 譚惠珍 | 經民聯                   |      |
| 安灝     | 2020年－2021年7月9日  | 譚家浚 | 公民黨 → 無黨籍          |      |
| 安灝     | 2021年7月10日－2023年 | 懸空   | 懸空                     | 懸空 |

## 歷屆選舉結果
| 政党   | 政党   | 候选人    | 票数  | %     | ±      |
| ------ | ------ | --------- | ----- | ----- | ------ |
|        | 經民聯 | ①. 譚惠珍 | 3,620 | 38.22 | -14.89 |
|        | 公民黨 | ②. 譚家浚 | 5,642 | 59.57 | 不適用 |
|        | 獨立   | ③. 吳家輝 | 59    | 0.62  | 不適用 |
|        | 獨立   | ④. 蘇智誠 | 151   | 1.59  | 不適用 |
| 多数票 | 多数票 | 多数票    | 2022  | 21.35 | +16.13 |

| 政党   | 政党   | 候选人    | 票数  | %     | ±      |
| ------ | ------ | --------- | ----- | ----- | ------ |
|        | 經民聯 | ①. 譚惠珍 | 3,021 | 53.11 | -11.4  |
|        | 民主黨 | ②. 劉肇恒 | 2,667 | 46.89 | 不適用 |
| 多数票 | 多数票 | 多数票    | 354   | 6.22  | 22.80  |

| 政党   | 政党   | 候选人    | 票数  | %     | ±     |
| ------ | ------ | --------- | ----- | ----- | ----- |
|        | 獨立   | ①. 譚惠珍 | 2,536 | 64.51 | -0.75 |
|        | 民主黨 | ②. 何志偉 | 1,395 | 35.49 | +0.75 |
| 多数票 | 多数票 | 多数票    | 1,141 | 29.02 | -1.50 |

| 政党   | 政党   | 候选人    | 票数  | %     | ±      |
| ------ | ------ | --------- | ----- | ----- | ------ |
|        | 民主黨 | ①. 何國良 | 1,344 | 34.74 | 不適用 |
|        | 自由黨 | ②. 譚惠珍 | 2,525 | 65.26 | -2.88  |
| 多数票 | 多数票 | 多数票    | 1,181 | 30.52 | -5.76  |

| 政党   | 政党   | 候选人    | 票数  | %     | ±      |
| ------ | ------ | --------- | ----- | ----- | ------ |
|        | 民建聯 | ①. 葉桂冰 | 1,261 | 31.86 | +10.33 |
|        | 獨立   | ②. 譚惠珍 | 2,697 | 68.14 | +21.90 |
| 多数票 | 多数票 | 多数票    | 1,436 | 36.28 | +22.26 |

| 政党   | 政党   | 候选人    | 票数  | %     | ±      |
| ------ | ------ | --------- | ----- | ----- | ------ |
|        | 獨立   | ①. 譚惠珍 | 1,336 | 46.24 | 不適用 |
|        | 民主黨 | ②. 劉碧堅 | 931   | 32.23 | 不適用 |
|        | 民建聯 | ③. 鍾箭彪 | 622   | 21.53 | 不適用 |
| 多数票 | 多数票 | 多数票    | 405   | 14.02 | +11.38 |

| 政党   | 政党            | 候选人 | 票数  | %     | ±      |
| ------ | --------------- | ------ | ----- | ----- | ------ |
|        | 獨立            | 譚惠珍 | 1,066 | 51.32 | 新選區 |
|        | 民協/青衣關注組 | 李志輝 | 1,011 | 48.68 | 新選區 |
| 多数票 | 多数票          | 多数票 | 55    | 2.64  | 新選區 |